# Lincoln Heights (Ohio)
Pour les articles homonymes, voir Lincoln Heights.
Lincoln Heights est un village américain situé dans le comté de Hamilton, dans l'Ohio. Selon le recensement de 2010, sa population est de 3 286 habitants.